# Breznica pri Žireh
Breznica pri Žireh je naselje u slovenskoj Općini Žiriju. Breznica pri Žireh se nalazi u pokrajini Gorenjskoj i statističkoj regiji Gorenjskoj. 

## Stanovništvo
Prema popisu stanovništva iz 2002. godine naselje je imalo 42 stanovnika.